# Nagy Alfréd (színművész)
Nagy Alfréd (Gyergyószentmiklós, 1977 – Sepsiszentgyörgy, 2020. március 23.) romániai magyar színész. 

## Pályafutása
2001-ben végzett a Marosvásárhelyi Színművészeti Egyetemen, majd a Tamási Áron Színház művésze lett. 2003-ban a legjobb drámai páros díjával tüntették ki a sepsiszentgyörgyi Atelier Nemzetközi Színházi Fesztiválon, 2009-ben pedig a Fiatalok Kisvárdáért nevű szervezet Őstehetség díját vehette át a Magyar Színházak XXI. Fesztiválján. 2014-ben Kaszás Attila-díjban részesítették.
2020. március 23-án hunyt el 43 évesen, hosszú évekig tartó betegsége után.

## Filmjei
- Egyszer élünk (2000)
- Drum bun - Jó utat! (2004)
- Csodálatos vadállatok (2005)
- A csoda (2009)

## Díjai
- Kaszás Attila-díj (2014)